# 特魯多柳比夫卡 (科梅舒瓦哈市鎮)
47°48′33″N 35°32′11″E / 47.80917°N 35.53639°E
特魯多柳比夫卡（烏克蘭語：Трудолюбівка）是位於烏克蘭東南部的村莊，由扎波羅熱州扎波羅熱区科梅舒瓦哈市镇負責管轄。該村始建於1897年，面積0.17平方公里，海拔高度78米，2001年人口13，人口密度每平方公里76.5人。